# شویرچوو (استان اشوی‌داشکسیه)
شویرچوو (به لهستانی: Świerczów) یک منطقهٔ مسکونی در لهستان است که در گمینا ستانپورکوو واقع شده‌است. شویرچوو ۵۳۰ نفر جمعیت دارد.